# Aleksiej Iliadi
Aleksiej Iliadi, ros. Алексей Илиади, gr. Αλέξης Ηλιάδης (ur. w 1945, Gruzińska SRR, ZSRR) – radziecki piłkarz pochodzenia greckiego, grający na pozycji pomocnika.

## Kariera piłkarska

### Kariera klubowa
Wychowanek Dinama Suchumi. Pierwszy trener Anastas Triandafilidi. W 1963 roku rozpoczął karierę piłkarską w klubie Dinamo Tbilisi, w którym występował do 1971. Jedynie w 1967 pół roku bronił barw klubu Torpedo Kutaisi. W 1972 zakończył karierę piłkarską w Metalurgi Rustawi.

## Sukcesy i odznaczenia

### Sukcesy klubowe
- brązowy medalista mistrzostw ZSRR: 1969
- finalista Pucharu ZSRR: 1970

### Odznaczenia
- tytuł Mistrza Sportu ZSRR: 1964